# Nicolas Estgen
Nicolas Estgen, né le 28 février 1930 à Dudelange (Luxembourg) et mort le 26 décembre 2019 à Luxembourg (Luxembourg), est un professeur et homme politique luxembourgeois, membre du Parti populaire chrétien-social (CSV). 
Membre de la Chambre des députés entre 1995 et 1999, il est également député européen entre 1979 et 1994 élu au Luxembourg, mais également vice-président du Parlement européen pendant de nombreuses années.

## Biographie

### Situation personnelle

#### Formation
Il poursuit des études en psychologie et philosophie à l'ancien Centre universitaire de Luxembourg ainsi qu'à la Sorbonne à Paris où il obtient son diplôme.

#### Vie privée
Nicolas Estgen est marié à Finy Colling (décédée en 1990) et père de quatre enfants.

#### Mort
Nicolas Estgen meurt à l'âge de 89 ans, le 26 décembre 2019 à Luxembourg.

### Carrière professionnelle
Il commence à travailler comme enseignant au Lycée technique hôtelier Alexis-Heck (lb) à Diekirch et à l'Institut supérieur de technologie (lb) à Luxembourg. Il rejoint le ministère de l'Éducation où, entre 1962 et 1978, il est principalement responsable de l'enseignement professionnel et technique. En 1979, il devient directeur de l'école hôtelière à Diekirch.
Nicolas Estgen travaille comme rédacteur dans les chroniques familiales pour le quotidien Luxemburger Wort et reçoit plusieurs récompenses pour son mérite. Ainsi, il est fait consul honoraire du Burundi et chevalier de l'ordre de la Couronne de chêne. Il est également membre de plusieurs associations européennes.

### Parcours politique
D'abord président du Mouvement pour la famille et l'action populaire (Action familiale et populaire), il commence sa carrière politique en rejoignant le parti conservateur. Candidat aux élections législatives, il est élu à la Chambre des députés et siège entre 1955 et 1999. Au sein du parti, il est membre du conseil d'administration et du comité exécutif et, pendant un certain temps, président du comité du pour les relations internationales et les affaires européennes.
À la suite des élections européennes du 10 juin 1979, Nicolas Estgen fait son entrée au Parlement européen pour le Luxembourg où il représente le Parti populaire chrétien-social (CSV). Membre des première, deuxième et troisième législatures, il est notamment vice-président du Parlement européen de 1982 à 1984, puis vice-président du groupe du Parti populaire européen de 1984 à 1987, avant d'être à nouveau vice-président du Parlement européen de 1992 à 1994. En outre, il est également membre du Présidium élargi du Parti populaire européen (PPE).